# Blu (Zeitschrift)

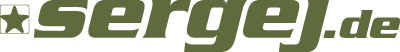
Das ehemalige Logo des sergej

blu (ehemals: sergej) ist ein überregionales deutsches schwules Veranstaltungs-Magazin.

## sergej
Das Magazin sergej wurde vom Berliner Sergej Medien- und Verlags GmbH herausgegeben, erschien monatlich und wurde kostenfrei in Szeneläden, Boutiquen und Klubs ausgelegt.
Das Magazin wurde 1997 in Berlin gegründet. Es ist ein monatlicher Terminkalender für Kultur, Party und Sex. Neben ständigen Kolumnen behandelte der Mantel Plattenrezensionen, Gewinnspiele, Buchrezensionen und Modetipps.
Die bis Juni 2007 in München (sergej.münchen) und weiterhin in Baden-Württemberg und Franken erscheinenden Sergej-Titel wurden von eigenen, von Sergej Berlin unabhängigen Verlagen herausgegeben. In München verlegte die querformat GmbH Sergej.München (der seit Juli 2007 eigenständig unter dem Namen LEO erscheint), Sergej Franken und Baden-Württemberg erschienen im Verlag von Sebastian Spitzkat. sergej Berlin kooperierte darüber hinaus mit Gegenpol in Leipzig und Dresden. Eine Kooperation mit den Magazinen Hinnerk, gab, rik und EXIT unter dem Namen GayCityCom wurde Ende Juni 2007 beendet.

## Umbenennung
Im August 2007 benannte sich der sergej Berlin in blu um. Die neue Zeitschrift wurde in der Folge zu einem überregionalen Magazin mit Regionalausgaben für die Ballungsgebiete Berlin, Hamburg, Dresden/Leipzig und Köln/Ruhrgebiet. Der Verlag Sebastian Spitzkat in Bamberg wiederum benannte seine Magazine in Südwestdeutschland und Franken im Oktober 2007 von sergej in blu um und weitete die Erscheinungsgebiete auf ganz Bayern und das Rhein-Main-Gebiet inkl. Frankfurt aus. Die beiden Verlage kooperieren seitdem mit ihren gleichnamigen Magazinen.
Von Januar 2009 bis etwa 2010 wurde ein Teil der Auflage der blu – in Ergänzung zu den weiterhin kostenlosen Regionalausgaben – als kostenpflichtiges Monatsmagazin bundesweit über den Zeitschriftenhandel vertrieben.

## Akquisitionen
Im Juni/Juli 2012 übernahm blu die Mitbewerber GAB (Frankfurt und Rhein-Main/Neckar), EXIT (Düsseldorf) sowie die rik in Köln. Es wurde angekündigt, dass in den jeweiligen Gebieten die Verbreitung der bisherigen blu-Regionalausgabe eingestellt werde. Im Mai 2013 übernahm blu die Mitbewerber hinnerk (Hamburg) und Leo (München). In den jeweiligen Städten stellte blu offiziell sein Erscheinen ein, allerdings wird seitdem unter den Eigennamen der akquirierten Titel ein jeweils von Berlin gesteuertes Magazin herausgegeben mit einem ca. 40-seitigen Mantelteil. Nur die regionalen Anteile werden z. T. noch vor Ort produziert. Die blu erscheint unter diesem Namen nur noch in Berlin. 